# James A. Woods
James Andre Woods (Montréal, 30 ottobre 1979) è un attore, doppiatore e sceneggiatore canadese.

## Biografia

### Primi anni
Woods si è formato alla Lee Strasberg Theatre and Film Institute: una scuola d'arte drammatica di New York City (USA) - prima di tornare a Montréal (in Canada): la sua città natale, per intraprendere una carriera da attore.

### Dal 2001 al 2016
Nel 2001 inizia la sua carriera nel mondo della recitazione, affermandovisi come attore, doppiatore e sceneggiatore.
Inizia a dedicarsi anche all'attività di scrittura: principalmente, scrive alcune sceneggiature o copioni da seguire per film, serie televisive o videogiochi.
Tra il 2011 e il 2016, diventa particolarmente noto per le sue attività nei film: Independence Day: Resurgence (2016), di cui è sceneggiatore; e Source Code (2011), in cui interpreta Aviator Glasse - e nel videogioco:  Far Cry 4 (2014), in cui interpreta il protagonista Ajay Ghale.

## Carriera

### Cinema
Woods ha recitato in: Hatley High, distribuito in Canada da Seville Films e vincitore del premio come miglior regista e miglior sceneggiatura al Comedy Festival; e in: Nella Rete dell'Inganno (2011).
Ulteriori crediti cinematografici includono l'uscita di TVA Films Eternal e la regia di Levity, diretta da Ed Solomon. Ha anche recitato in The Watch (2008).

### Televisione
Invece, i crediti televisivi di Woods includono: Seriously Weird (YTV/ITV), Big Wolf on Campus (Fox Family), Undressed (MTV), Fries with That? (Télé-Action), Naked Josh (Showcase/Oxygen) e Galidor (Fox Kids).

### Videogiochi
Woods ha lavorato diverse volte con la divisione canadese di Ubisoft: Ubisoft Montreal, per i giochi più premiati dell'azienda produttrice (prima citata).
Woods è particolarmente noto per i suoi ruoli in: Tom Clancy's Splinter Cell: Conviction, nei panni dell'antagonista Thomas Reed; e due volte nella serie di Far Cry, a partire dal terzo capitolo canonico, nel ruolo di Keith Ramsay - e, successivamente, in Far Cry 4, nel ruolo del protagonista Ajay Ghale.
Woods si è successivamente esibito, nel 2016, in Deus Ex: Mankind Divided (nei panni dell'antagonista Viktor Marchenko).

## Filmografia

### Attore

#### Cinema
- Levity, regia di Ed Solomon (2003)
- Lost Junction, regia di Peter Masterson (2003)
- Hatley High, regia di Phil Price (2003)
- Eternal, regia di Wilhelm Liebenberg e Federico Sanchez (2004)
- Jack Brooks: Monster Slayer, regia di Jon Knautz (2007)
- Lance et compte, regia di Frédéric D'Amours (2010)
- Source Code, regia di Duncan Jones (2011)
- Immortals, regia di Tarsem Singh (2011)
- I Puffi 2 (The Smurfs 2), regia di Raja Gosnell (2013)
- L'errore perfetto (The Right Kind of Wrong) , regia di Jeremiah S. Chechik (2013)
- Three Night Stand, regia di Pat Kiely (2013)
- Gridlocked, regia di Allan Ungar (2015)
- Independence Day: Rigenerazione (Independence Day: Resurgence), regia di Roland Emmerich (2016)

#### Televisione
- Un lupo mannaro americano a scuola (Big Wolf on Campus) – serie TV, 3 episodi (2001-2002)
- Undressed – serie TV, episodio 6x29 (2002)
- Seriously Weird – serie TV, episodio 1x01 (2002)
- Il sesso secondo Josh (Naked Josh) – serie TV, 16 episodi (2004-2006)
- Cyber Seduction: His Secret Life, regia di Tom McLoughlin – film TV (2005)
- The Festival – serie TV, 6 episodi (2005)
- The Business – serie TV, 11 episodi (2006-2007)
- The House Sitter, regia di Christopher Leitch – film TV (2007)
- The Dead Zone – serie TV, episodio 6x10 (2007)
- Le visioni di Ellie (Voices), regia di Don Terry – film TV (2008)
- La foresta dei misteri (The Watch), regia di Jim Donovan – film TV (2008)
- Being Erica – serie TV, episodio 1x01 (2009)
- Hellhounds, regia di Rick Schroder – film TV (2011)
- Lance et compte: Le grand duel – serie TV, 7 episodi (2009)
- Blue Mountain State – serie TV, episodio 2x12 (2011)
- Jack of Diamonds, regia di Hervé Renoh (2011)
- Nella rete dell'inganno (Exposed), regia di Philippe Gagnon – film TV (2011)
- Totally Amp'd – serie TV, 10 episodi (2014)
- Being Human – serie TV, 5 episodi (2014)

### Doppiatore

#### Videogiochi
- Prince of Persia: Le sabbie dimenticate (Prince of Persia: The Forgotten Sands) (2010)
- Tom Clancy's Splinter Cell: Conviction (2010)
- Deus Ex: Human Revolution (2011)
- Assassin's Creed III (2012)
- Far Cry 3 (2012)
- Far Cry 3: Blood Dragon (2013)
- Watch Dogs (2014)
- Far Cry 4 (2014)
- Deus Ex: Mankind Divided (2016)

### Regista
- French Girl (2024) - co-regia con Nicolas Wright

## Doppiatori italiani
Nelle versioni in italiano dei suoi film, James Andre Woods è stato doppiato da:
- Dodo Versino in L'errore perfetto
- Emanuele Ruzza in Il sesso secondo Josh

Da doppiatore è stato sostituito da:
- Federico Viola in Far Cry 4
- Federico Zanandrea in Far Cy 3
- Paolo De Santis in Tom Clancy's Splinter Cell: Conviction
- Silvio Pandolfi in Deus Ex: Makind Divided